# 積位相
位相幾何学とその周辺において、直積空間（ちょくせきくうかん、英: product space）とは位相空間の族の直積に直積位相 (product topology) と呼ばれる自然な位相を入れた空間のことである。この位相は他の、もしかするとより明らかな、箱位相と呼ばれる位相とは異なる。箱位相も直積空間に与えることができ、有限個の空間の直積では直積位相と一致する。しかしながら、直積位相は位相空間の圏における圏論的積であるという意味で「正しい」位相である。（一方箱位相は細かすぎる。）これが直積位相が「自然」であるという意味である。

## 定義
( ( Xi , Oi ) ) i∈I を位相空間の族とし、
{\displaystyle X=\prod _{i\in I}X_{i}}
とする。各 i ∈ I に対して、pi を X から Xi への射影とする。そのとき、射影の族 ( pi ) i∈I によって ( ( Xi , Oi ) ) i∈I から誘導される位相 O を X の直積位相（またはチコノフ位相）といい、位相空間 ( X , O ) を ( ( Xi , Oi ) ) i∈I の直積空間という。定義より、直積位相 O は、任意の i ∈ I に対して pi が X から Xi への連続写像となるような X 上の位相の一つであり、そのような位相の中で最も弱い。
直積位相での開集合は {\displaystyle \textstyle \prod _{i\in I}U_{i}} の形の集合の（有限個または無限個の）合併である。ここで各 Ui は Xi の開集合で、有限個の i に対してのみ Ui ≠ Xi である。
特に、I が有限集合 I = { 1, 2, 3, …, n } のときは、直積位相 O の基底として
{\displaystyle {\mathfrak {B}}=\left\{\ U_{1}\times U_{2}\times \cdots \times U_{n}\ |\ U_{1}\in O_{1},\ U_{2}\in O_{2},\ \cdots ,\ U_{n}\in O_{n}\ \right\}}
をとることができる。
X 上の直積位相は、i を I の元、U を Xi の開集合として、 pi−1(U) の形の集合によって生成された位相である。言い換えると、集合 {pi−1(U)} は X 上の位相の準開基をなす。X の部分集合が開であることと pi−1(U) の形の有限個の集合の交叉の（無限個でもよい）合併であることは同値である。pi−1(U) を open cylinder, それらの共通部分を cylinder set と呼ぶことがある。
一般に、各 Xi の開集合の「単なる直積」全体は X 上の箱位相と呼ばれるものの開基を成す。一般に、箱位相は積位相よりも細かいが、有限積に対しては一致する。

## 例
n 個の 1 次元ユークリッド空間 R から作られる直積空間 Rn は、n 次元ユークリッド空間 Rn に等しい。（ただし、ユークリッド空間の位相は通常の位相である。）
カントール集合は離散空間 {0, 1} の可算個のコピーの積に同相であり、無理数全体からなる集合は自然数全体からなる集合（再び各コピーは離散位相を持っている）の可算個のコピーの積に同相である。

## 性質
位相空間の族 ( ( Xi , Oi ) ) i∈I の直積空間 ( X , O ) が与えられたとする。
直積空間 X は、射影と合わせて、次の普遍性によって特徴づけることができる。Y が位相空間で、すべての i ∈ I に対して fi : Y → Xi が連続写像であれば、ちょうど1つの連続写像 f : Y → X が存在して、すべての i ∈ I に対して、以下の図式が可換図式となる：
これは直積空間が位相空間の圏における積であることを示している。上の普遍性から写像 f : Y → X が連続であることと fi = pi o f がすべての i ∈ I に対して連続であることが同値であることが従う。多くの場合において component function fi が連続であることを確認する方が易しい。写像 f : Y → X が連続であるかどうかを確認することは通常より難しい。pi が連続であるという事実を何らかの方法で使おうとする。
任意の i ∈ I に対して、射影 pi : X → Xi は開写像である。逆は正しくない。W が直積空間の部分空間であってすべての Xi への射影が開であっても、W が X において開とは限らない。（例えば W = R×R \ (0,1)×(0,1) を考えよ。）pi : X → Xi は一般には閉写像でない。（例えば、2 つの R の直積空間 R×R について、U = { ( x, y )∈R×R | xy = 1 } は R×R の閉集合であるが、p1(U) = p2(U) = R \{0} は R の閉集合でない。）
直積空間における閉包と内部について次のことがいえる。任意の i ∈ I に対して Si ⊂ Xi であるような集合族 ( Si ) i∈I に対して、
{\displaystyle \left(\prod _{i\in I}S_{i}\right)^{a}=\prod _{i\in I}{S_{i}}^{a}}
が成り立つ。I が有限集合 I = { 1, 2, 3, …, n } のときは、S1⊂X1 , S2⊂X2 , … , Sn⊂Xn であるような集合 S1 , S2 , … , Sn に対して、
{\displaystyle \left(S_{1}\times S_{2}\times \cdots \times S_{n}\right)^{o}={S_{1}}^{o}\times {S_{2}}^{o}\times \cdots \times {S_{n}}^{o}}
が成り立つ。
直積位相は次の事実により各点収束の位相 (topology of pointwise convergence) とも呼ばれる。X における点列（あるいはネット）が収束することとその空間 Xi へのすべての射影が収束することは同値である。とくに、I 上のすべての実数値関数からなる空間 X = RI を考えると、直積空間における収束は関数の各点収束と同じである。
直積位相についての重要な定理はチコノフの定理である： 任意のコンパクト空間族の直積空間はコンパクトである。これは有限個のコンパクト空間の場合について示すのは容易だが、一般の場合の主張は選択公理と同値である。

## 他の位相的概念との関係
- 分離性
  - T0 空間の任意の直積は T0 である。
  - T1 空間の任意の直積は T1 である。
  - ハウスドルフ空間の任意の直積はハウスドルフである。
  - 正則空間の任意の直積は正則である。
  - チコノフ空間（英語版）の任意の直積はチコノフである。
  - 正規空間の直積は正規とは限らない。
- コンパクト性
  - コンパクト空間の任意の直積はコンパクトである（チコノフの定理）。
  - 局所コンパクト空間の直積が局所コンパクトとは限らない。しかしながら、有限個を除くすべてがコンパクトであれば局所コンパクトである。（この条件は必要かつ十分である。）
- 連結性
  - 連結（resp. 弧状連結）空間の任意の直積は連結（resp. 弧状連結）である。
  - hereditarily disconnected space の任意の直積は hereditarily disconnected である。

## 選択公理
選択公理は、空でない集合たちの族の積が空でないという主張と同値である。証明は十分簡単である。各集合から元を選んで積において代表元を見つけるだけでよい。逆に、積の代表元は各成分からの元をちょうど1つずつ含む集合である。
選択公理は積空間の研究において再び現れる。例えば、コンパクト集合に関するチコノフの定理は選択公理と同値なより複雑かつ微妙な主張の例である。